# Oleiros
Oleiros – miejscowość w Portugalii, leżąca w dystrykcie Castelo Branco, w regionie Centrum w podregionie Pinhal Interior Sul. Miejscowość jest siedzibą gminy o tej samej nazwie.

## Demografia
| Liczba ludności gminy Oleiros (1801–2011) | Liczba ludności gminy Oleiros (1801–2011) | Liczba ludności gminy Oleiros (1801–2011) | Liczba ludności gminy Oleiros (1801–2011) | Liczba ludności gminy Oleiros (1801–2011) | Liczba ludności gminy Oleiros (1801–2011) | Liczba ludności gminy Oleiros (1801–2011) | Liczba ludności gminy Oleiros (1801–2011) | Liczba ludności gminy Oleiros (1801–2011) | Liczba ludności gminy Oleiros (1801–2011) |
| ----------------------------------------- | ----------------------------------------- | ----------------------------------------- | ----------------------------------------- | ----------------------------------------- | ----------------------------------------- | ----------------------------------------- | ----------------------------------------- | ----------------------------------------- | ----------------------------------------- |
| 1801                                      | 1849                                      | 1900                                      | 1930                                      | 1960                                      | 1981                                      | 1991                                      | 2001                                      | 2004                                      | 2011                                      |
| 2 992                                     | 7 540                                     | 11 203                                    | 11 891                                    | 15 553                                    | 10 183                                    | 7 767                                     | 6 677                                     | 6 212                                     | 5 721                                     |

## Sołectwa
Sołectwa gminy Oleiros (ludność wg stanu na 2011 r.):
- Álvaro – 237 osób
- Amieira – 116 osób
- Cambas – 309 osób
- Estreito – 897 osób
- Isna – 209 osób
- Madeirã – 171 osób
- Mosteiro – 307 osób
- Oleiros – 2306 osób
- Orvalho – 678 osób
- Sarnadas de São Simão – 217 osób
- Sobral – 160 osób
- Vilar Barroco – 114 osób